# Jolanda Poljska
Blažena Jolanda Poljska ili Jolanda Ugarska (također poznata kao Helena, Ostrogon, 1235. – Gniezno, 11. lipnja 1298.) bila je kćer ugarskoga i hrvatskoga kralja Bele IV. i kraljice Marije Laskarine. Supruga je vojvode Boleslava Pobožnoga. Bila je sestra svete Margarete Ugarske i sv. Kuningunde Poljske. Jedna od njenih teta bila je poznata svetica Elizabeta Ugarska. 
Rođena je kao kći kralja Ugarske u Ostrogonu, tada glavnom gradu. Njen otac Bela IV. proglasio je Zagreb slobodnim kraljevskim gradom, također i Samobor, Križevce i Jastrebarsko. Kao mlada djevojka, Jolanda je poslana u Poljsku kako bi bila podučavana pod nadzorom svoje sestre Kuningunde (Kinge), koja je bila udana za vojvodu Poljske. Tamo je bila ohrabrena da se uda za Boleslava Pobožnoga, što je i učinila 1257. Imali su tri kćeri:
- Elizabeta od Kališa (1263. – 28. rujna 1304.); udala se za Henrika V., vojvodu od Legnice;
- Hedviga od Kališa (1266. – 10. prosinca 1339); udala se za Vladislava I. Kratkoga, kralja Poljske;
- Ana od Kališa (rođena 1278. godine, nepoznat datum smrti); časna sestra u Gnieznu.

Za vrijeme svog braka, Jolanda je bila poznata po svojim velikim uslugama siromašnima i potrebitima u zemlji, kao i glavna dobročiniteljica samostana i bolnica povezanih s njima. Njezin joj je suprug pružio toliko podrške u dobrotvornim organizacijama da je zaradio nadimak "Pobožni". Godine 1279. postala je udovica.
Nakon smrti supruga, Jolanda se sa sestrom Kuningundom i kćeri Anom, povukla u samostan sestara klarisa, koji je Kuningundom osnovala u Novom Sączu. Prisilno je zbog oružanoga sukoba u regiji, Jolanda osnovala novi samostan u Gnieznu. Bila je poglavarica zajednice časnih sestra prije svoje smrti.
Proglašena je blaženom 1827. godine. Njezine sestre Kuningunda Poljska i Margareta Ugarska te teta Elizabeta Ugarska proglašene su sveticama. 